# Laurette 1942, une volontaire au camp du Récébédou
Pour plus de détails, voir Fiche technique et Distribution.
Laurette 1942, une volontaire au camp du Récébédou est un documentaire français de Francis Fourcou sorti en 2016.

## Synopsis
Au cours de l'été 1942, Laurette, 19 ans, protestante, étudiante en théologie à Montpellier, devient équipière de la Cimade et découvre les conditions d'internement au camp du Récébédou près de Toulouse.

## Fiche technique
- Titre : Laurette 1942, une volontaire au camp du Récébédou
- Réalisation : Francis Fourcou
- Scénario : Francis Fourcou et Marc Khanne, d'après le livre de Laurette Alexi-Monet (Les Miradors de Vichy)
- Photographie : Mathieu Barasz et Bernard Sanderre
- Son : Agnès Mathon
- Montage : : Marc Khanne
- Musique : Denis Barbier
- Pays d'origine :  France
- Société de production : Écransud Distribution
- Genre : documentaire
- Durée : 97 minutes
- Date de sortie : 6 avril 2016

## Distribution
- Anna Liabeuf
- Barbara Tobola
- Patrice Tepasso
- Corinne Mariotto
- Francis Azema
- Danièle Catala
- Alain Diackiw
- Philippe Caubère (voix)